# Dorsa Burnet
Der Dorsa Burnet ist eine Gruppe von Höhenrücken (Dorsa) auf dem Erdmond.
Sie befindet sich auf der nördlichen Halbkugel bei 28° 24' N / 57° W in der Ebene des Oceanus Procellarum zwischen den Kratern Schiaparelli im Westen und Herodotus im Osten. Im Norden tangiert sie die Montes Agricola und erstreckt sich noch etwas weiter nach Nordwesten, zwischen und parallel zu Dorsa Whiston und Dorsum Scilla.
Sie wurde 1976 nach Thomas Burnet benannt, einem englischen Theoretiker zur Kosmogonie.